# Carlo Cerri

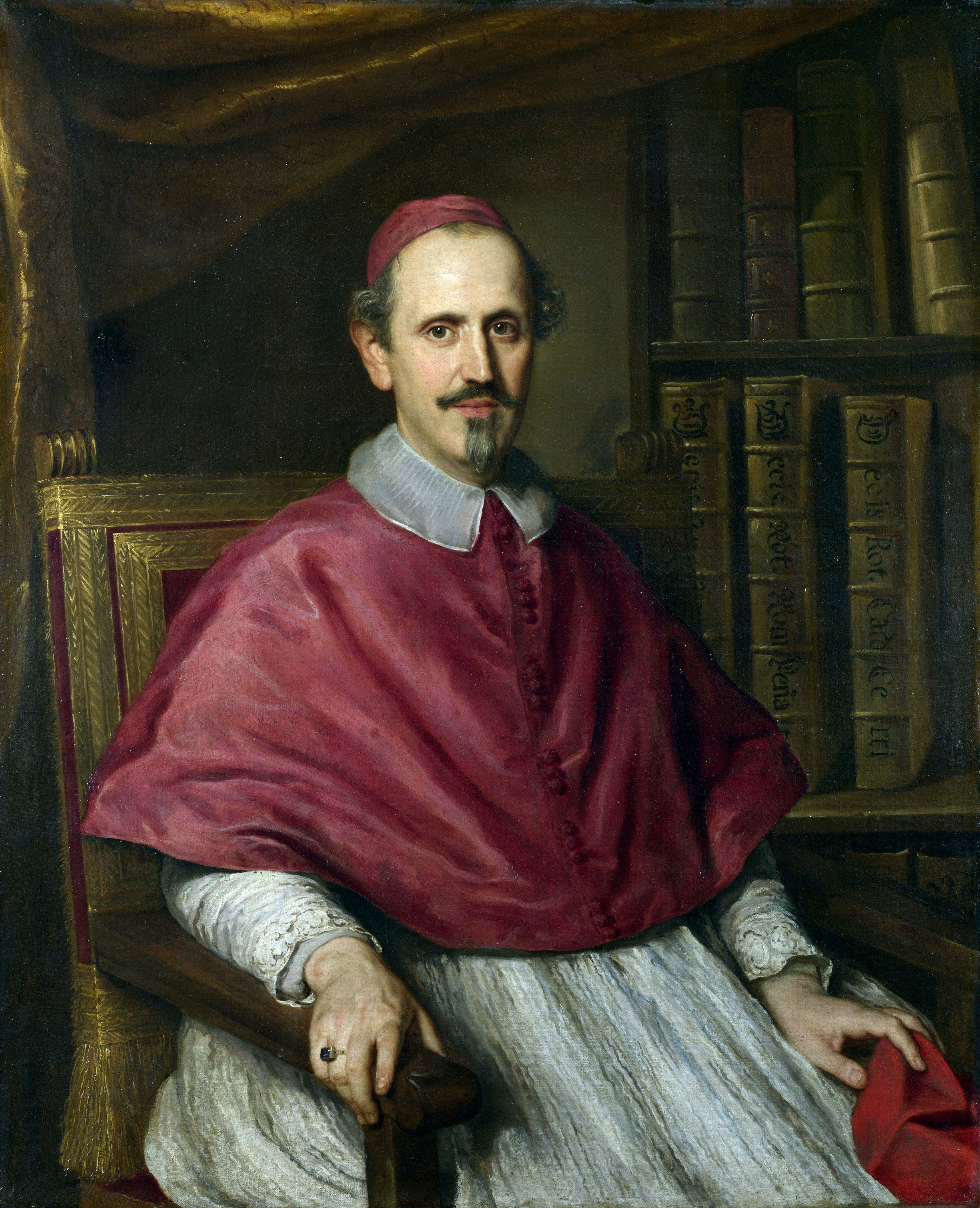
Carlo Kardinal Cerri (Gemälde von Jacob Ferdinand Voet, zw. 1669 und 1679)

Carlo Cerri (* 14. September 1610 oder 3. September 1611 in Rom; † 14. Mai 1690 ebendort) war ein italienischer Bischof und Kardinal.

## Biografie
Ferrara wurde 1610 oder 1611 in Rom geboren. Sein Vater Antonio, ein Rechtsanwalt, hat sein Vermögen im Dienste der Familie Barberini erworben. Er studierte an der Universität La Sapienza in Rom, wo er 1629 zum Doktor der Rechtswissenschaften promoviert wurde. Ab 1637 assistierte er seinem Vater im Büro des Avvocato Concistoriale und weitete seine Tätigkeit unter Kardinal Francesco Barberini als Hauptreferendar aus. Mit dem Eintritt in die Sacra Rota im Jahr 1639 machte er einen erheblichen Fortschritt in der kurialen Karriere. Mit der Präsentation der Motu proprio am 30. Mai 1639 nahm er die Funktion des Uditore ein und ersetzte am 9. Dezember den verstorbenen Alessandro Boccabella.
Dreißig Jahre seines Lebens war er in einem sehr wichtigen Richterkollegium als Schatzmeister und Dekan tätig. Alexander VII. setzte ihn für geistliche Obliegenheiten ein, indem er ihn zum Prüfer der Bischöfe ernannte. Als zweite Funktion war Cerri Teil einer Kommission von drei Prälaten, die mit der Überwachung der sanitären Probleme während der Pest von 1656 in Rom beauftragt war. Insbesondere wurde er mit dem Schutz der Bezirke Borgo, Ponte, Parione und Regola betraut.
Papst Clemens IX. erhob ihn am 29. November 1669 auf seinem Sterbebett zusammen mit 6 weiteren, darunter Emilio Altieri, dem späteren Clemens X., zur Kardinalswürde. Der Papst starb am darauffolgenden 9. Dezember, ohne dass die neuen Kardinäle ihren Hut erhalten konnten.
Am 19. Mai 1670 setzte ihn der neue Pontifex Clemens X. als Kardinaldiakon der Titelkirche Sant’Adriano am Forum Romanum ein. Am 17. August 1670 empfing Carlo Cerri die Bischofsweihe; er wurde Bischof von Ferrara und päpstlicher Legat von Urbino. In Urbino blieb Cerri etwa drei Jahre und zeichnete sich durch die intensive Tätigkeit anlässlich des Erdbebens in Pesaro am 14. April 1672 aus. In der zweiten Maihälfte 1673 zog er endgültig nach Ferrara, wo er fast bis zu seinem Tod sein Bischofsamt ausübte.
Kardinal Cerri nahm an 3 Konklaven teil:
- Konklave 1669–1670, wählte Papst Clemens X.
- Konklave 1676, wählte Papst Innozenz XI.
- Konklave 1689, wählte Papst Alexander VIII.

Carlo Cerri starb am 14. Mai 1690 im Alter von 79 Jahren in Rom. Er wurde in der Chiesa del Gesù, in der Familienkapelle San Carlo begraben, die von ihm vollendet wurde. Am 26. Juni wurde er in Ferrara feierlich geehrt.